# Tillamook (Volk)
Die Tillamook sind Indianer der Salish-Sprachfamilie und sie leben in Oregon. Kulturell gehören sie zu den Küsten-Salish. Tillamook ist ein Chinook-Wort, das für Land von vielen Wassern steht. Franz Boas übersetzte allerdings mit Menschen von Nehalem oder Nekelim. Sie wurden ehemals auch Calamoxes genannt. Jüngere Forschungen lassen vier Gruppen erkennen, die eigentlichen Tillamook, dann die Nehalem, die Nestuccas und die Nechesnes.
Keine der vier Gruppen ist als Stamm offiziell anerkannt, da die 1851 und 1855 mit ihnen geschlossenen Verträge nie ratifiziert worden sind. Ihre Mitglieder sind in Oregon und darüber hinaus zerstreut. 1805 wurde die Bevölkerung der Tillamook auf 2.200 geschätzt. 1950 waren es unter 250 Personen, 1990 schätzte man 50 Nachfahren, die in Oregon leben.

## Siedlungsgebiet
Bei der Ankunft der Europäer in Nordamerika lebten die Tillamook entlang eines Küstenstreifens im heutigen nördlichen Oregon. Das Gebiet erstreckte sich vom Siletz River bis zum Nehalem River.

## Sprache
Tillamook ist eine Salish-Sprache, dessen Dialekt Nehalem, Nestucca, Salmon River (Nechesnan) und Siletz, (das eigentliche Tillamook) mit einschließt.

## Geschichte
Die Tillamook lebten zwischen Nehalem und dem Salmon River. Sie unterschieden sich deutlich von anderen Salish-Stämmen, was möglicherweise darauf zurückgeht, dass sie durch die Chinook von ihren nördlichen Salish-Nachbarn getrennt waren. Die vier Gruppen der Tillamook wurden oftmals kaum unterschieden. Regierungsquellen sprachen Mitte des 19. Jahrhunderts von den „Nördlichen Tillamook“, womit sie Nehalem und Tillamook meinten, und von „Südlichen Tillamook“, worunter sie Nechesnes, aber auch Alesea, Yaquimas und andere Stämme subsumierten.
Sie wohnten in Planken- und Mattenhäusern und lebten von Jagd und Fischfang.
Die Tillamook fuhren mit Kanus den Columbia hinunter und erreichten zum Handeln auch das Willamette-Tal. Dentalia-Muscheln von Vancouver Island erreichten sie auf dem umgekehrten Weg. Sie waren Teil eines florierenden regionalen Handels. Im Allgemeinen handelten sie mit gegerbten Biberhäuten, Kanus und Körben im Tausch gegen Abalone-Muscheln, Büffelhäute und Büffelhorngeschirr. Sie kauften von den Stämmen östlich des Küstengebirges Wapato-Wurzeln und andere Lebensmittel. Sie waren zudem durch verwandtschaftliche Beziehungen eingebunden, wie etwa durch Ehen mit den Kalapuya.

### Erste Kontakte mit Europäern, Epidemien
Den ersten Kontakt zwischen den Tillamook und Nicht-Einheimischen ereignete sich vielleicht 1788, obgleich Eisenmesser und Pockennarben eine noch frühere Begegnung erkennen ließen, vielleicht 1775, als eine schwere Pockenepidemie an der Pazifikküste ausbrach. Einige Nestucca handelten 1792 mit dem amerikanischen Entdecker Robert Gray. Am 15. August boten sie ihm Fischotterpelze und Muscheln gegen Äxte, Beile und Messer an. Doch kam es zu Streitigkeiten, bei denen drei der Nestucca und ein Besatzungsmitglied des Schiffes ums Leben kamen. Gray, dessen Schiff die Indianer daraufhin angriffen, verließ die Bucht, die er Murderers Harbour (Mörderhafen) nannte.
Als William Clard den Stamm im Januar 1806 besuchte, zerlegten sie gerade einen dreißig Meter langen Wal, der an Land geschwemmt worden war. Mit Fort Astoria – zunächst den Amerikaner, dann den Briten – handelten sie ebenfalls, wobei Duncan McDougall von der North West Company sie als „die spitzbübischsten“ unter den Stämmen des Nordwestens bezeichnete.
Ein regelmäßiger Kontakt mit Händlern begann nach 1811. Epidemien wie Malaria, Syphilis, Pocken und andere Krankheiten, aber auch Waffen und Alkohol verminderten in den 1830er Jahren die Tillamook-Bevölkerung um etwa 90 Prozent und reduzierten somit auch die Anzahl ihrer Dörfer, von denen schließlich nur noch ein einziges übrigblieb. 1806 hatten Lewis und Clark ihre Zahl noch auf 2.200 geschätzt, 1841 gab es noch rund 400 von ihnen.

### Nicht ratifizierte Verträge, Zerstreuung
1850 stellte der Donation Land Act den weißen Siedlern in Oregon kostenloses Land, und damit auch das der Tillamook zur Verfügung. Häuptling Kilchis, der Führer der eigentlichen Tillamook, konnte größere Auseinandersetzungen verhindern. Doch war er ein erbitterte Feind der benachbarten Clatsop unter Häuptling Kotata.
Die Indianer traten Land in einem am 7. August 1851 unterzeichneten, aber nie ratifizierten Vertrag mit dem Superintendent of Indian Affairs Anson Dart ab, und die wenigen Tillamook blieben infolgedessen ohne Land. Sie mussten in die Siletz- oder die Grande-Ronde-Reservation umsiedeln. Ähnlich erging es den Nehalem, die nur einen Tag vorher einen letztlich ungültigen weil gleichfalls nie ratifizierten Vertrag abgeschlossen hatten. Unter der Führung des friedlichen Tillamook-Häuptlings Kilchis, weigerten sich die Tillamook, an den Kriegen der 1850er Jahre teilzunehmen, obwohl sie die Klickitat dazu drängten.
Auch die fälschlicherweise als „Südliche Tillamook“ bezeichneten Gruppen unterzeichneten am 11. August 1855 einen Vertrag mit dem Superintendent Joel Palmer.

### Bevölkerungstiefststand, Abfindungen
1870 zählte man noch 28 Nehalem, 55 Nestucca und 83 Tillamook. 1897 erhielten die Nehalem eine Abfindung von 10.500 Dollar, die gleiche Summe erhielten die eigentlichen Tillamook am 24. August 1912 zugesprochen.
1950 konnten noch 200 bis 300 Menschen ihre Abstammung von den Tillamook (im weiteren Sinne) nachweisen. Der Kongress beendete seine Beziehung zu den Tillamook offiziell im Jahre 1956. Die Indian Land Claims Commission bemühte sich 1958 und 1962 wenig, einen verstreuten und unorganisierten Stamm zusammenzuführen. Die beiden Stämme, die Ausgleichszahlungen für ihre nie ratifizierten Verträge erhalten hatten, erhielten 1962 genau 169.178,50 Dollar, damit sie auf ihre Ansprüche verzichteten. Auch die Nechesnes erhielten eine Abfindung, doch rechnete man sie nicht mehr zu den Tillamook.

## Religion
Die Tillamook versuchten im Winter Kraft von Geistern zu gewinnen, weil sie glaubten, dass sie in dieser Jahreszeit aktiver und näher zu den Menschen seien. Die Schamanen erneuerten ihre Kraft im Januar oder Februar durch Fördern einer Zeremonie, die vorsah, ein Lied zu singen und Nahrung und Geschenke an Gäste auszuteilen. Während des Verlaufs dieser 5 bis 15 Tage dauernden Zeremonie sangen alle anderen „Wisser“ (jene mit Geisteskräften) ihre Lieder ebenfalls. Der Winter war auch die Zeit des Erzählens. Die mythologischen Charaktere waren für die Schamanen besonders wichtig. Sie untermauerten seinen Status und zeugten von seiner Fähigkeit, eine Beziehung zu einer mythologischen Persönlichkeit, einem Gegenstand der Umgebung oder einem Wächtergeist aufzunehmen. Rituale begleiteten auch den ersten jahreszeitlichen Verzehr verschiedener Nahrung.

## Traditionelle Kultur
Die Tillamook lebten vor allem von Lachs und anderen Fischen, Seelöwen, Robben und Schalentieren. Die Frauen sammelten Heidelbeeren, Erdbeeren, Camas-Zwiebeln und andere Pflanzennahrung. Männer jagten Elche, Biber, Bisamratte und Wasservögel. Die Nahrung wurde mit heißen Steinen in Leder- oder Rindenbehältern gekocht (Steinkocher-Kultur) oder in Erdöfen gedämpft sowie auf Gestellen getrocknet. Kanus, Knochennadeln, Ahlen und Körbe waren wichtige materielle Utensilien. Fische wurden harpuniert oder in Wehren, Fallen und Netzen gefangen.

## Krieg und Waffen
Waffen schlossen Jagdausrüstung wie auch Elch-Haut-Panzerung ein. Bei kriegerischen Auseinandersetzungen bemalten sie sich mit roten und schwarzen Streifen. Ihre Feinde waren die benachbarten Chinook. Einer der Zwecke dieser Kriege war die Gefangennahme von Sklaven, die sie in den Norden verkauften.

## Aktuelle Situation
Die Tillamook werden von der amerikanischen Bundesregierung als ein nicht anerkannter Indianerstamm aufgeführt. Ihre Sprache gilt seit 1970 als ausgestorben. Einige sind Mitglieder der Confederated Tribes of the Siletz Indians of Oregon oder der Grande Ronde Community.